# フランシス・ダグラス (初代キルヘッド男爵)

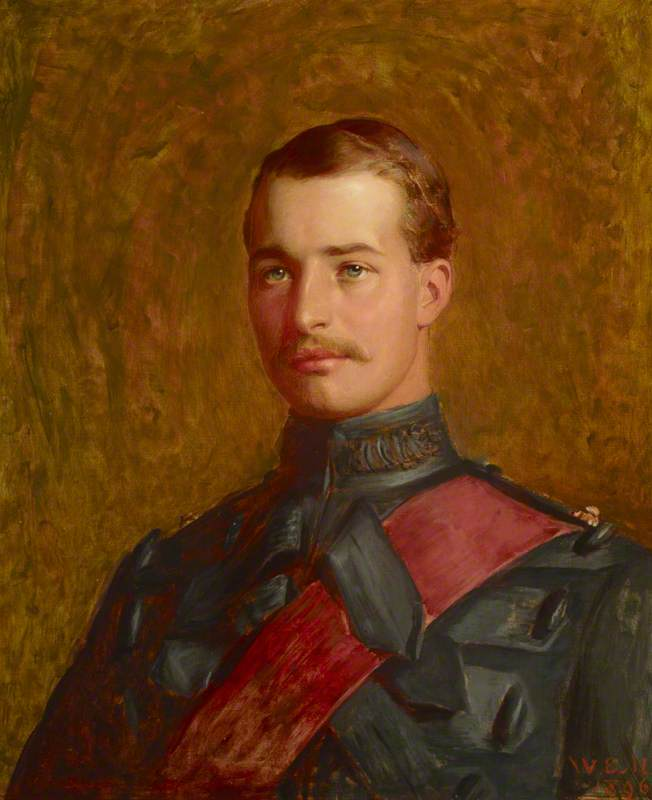
ドラムランリグ子爵の肖像画。ウィリアム・エドワーズ・ミラー画、1896年。

ドラムランリグ子爵および初代キルヘッド男爵フランシス・アーチボルド・ダグラス（Francis Archibald Douglas, Viscount Drumlanrig, 1st Baron Kelhead、1867年2月3日 – 1894年10月18日）は、イギリスの政治家、貴族。自由党に属し、侍従たる議員を務めたが、27歳で父に先立って死去した。

## 生涯
第9代クイーンズベリー侯爵ジョン・ダグラスと1人目の妻シビル（1845年5月28日 – 1935年10月31日、アルフレッド・モンゴメリーの娘）の息子として、1867年2月3日にメイフェアのチェスターフィールド・ストリート8号で生まれた。
1881年から1884年までハーロー校で教育を受けた後、王立陸軍学校に進学した。1887年6月18日に陸軍士官学校生徒から少尉としてコールドストリームガーズに配属され、1890年7月23日に中尉に昇進した後、1893年7月8日に軍務から引退した。
1892年から1894年まで自由党所属の外務大臣ローズベリー伯爵の秘書官補（Assistant Private Secretary）を務め、1893年6月26日に連合王国貴族であるダンフリーズ州キルヘッドにおけるキルヘッド男爵に叙された。同年7月1日に侍従たる議員に任命され、1894年まで務めた。
1894年10月18日、サマセット州クアントック・ロッジで銃猟の事故により死亡、ダンブリーズシャーのキンマウントで埋葬された。生涯未婚であり、爵位は1代で廃絶した。